# Orchidantha suratii
Orchidantha suratii är en enhjärtbladig växtart som beskrevs av L.B.Pedersen, J.Linton och Anthony L. Lamb. Orchidantha suratii ingår i släktet Orchidantha och familjen Lowiaceae. Inga underarter finns listade.